# Gminy w departamencie Sekwana-Saint-Denis
Lista 40 gmin w departamencie Sekwana-Saint-Denis we Francji.

(CAC) Communauté d’agglomération de Clichy-sous-Bois-Montfermeil, utworzone w 2001.

(CAS) Communauté d’agglomération Plaine Commune, utworzone w 2001.

| INSEE | Kod pocztowy | Gmina                       |
| ----- | ------------ | --------------------------- |
| 93001 | 93300        | Aubervilliers (CAS)         |
| 93005 | 93600        | Aulnay-sous-Bois            |
| 93006 | 93170        | Bagnolet                    |
| 93007 | 93150        | Le Blanc-Mesnil             |
| 93008 | 93000        | Bobigny                     |
| 93010 | 93140        | Bondy                       |
| 93013 | 93350        | Le Bourget                  |
| 93014 | 93390        | Clichy-sous-Bois (CAC)      |
| 93015 | 93470        | Coubron                     |
| 93027 | 93120        | La Courneuve                |
| 93029 | 93700        | Drancy                      |
| 93030 | 93440        | Dugny                       |
| 93031 | 93800        | Épinay-sur-Seine (CAS)      |
| 93032 | 93220        | Gagny                       |
| 93033 | 93460        | Gournay-sur-Marne           |
| 93039 | 93450        | L’Île-Saint-Denis (CAS)     |
| 93045 | 93260        | Les Lilas                   |
| 93046 | 93190        | Livry-Gargan                |
| 93047 | 93370        | Montfermeil (CAC)           |
| 93048 | 93100        | Montreuil                   |
| 93049 | 93360        | Neuilly-Plaisance           |
| 93050 | 93330        | Neuilly-sur-Marne           |
| 93051 | 93160        | Noisy-le-Grand              |
| 93053 | 93130        | Noisy-le-Sec                |
| 93055 | 93500        | Pantin                      |
| 93057 | 93320        | Pavillons-sous-Bois         |
| 93059 | 93380        | Pierrefitte-sur-Seine (CAS) |
| 93061 | 93310        | Pré-Saint-Gervais           |
| 93062 | 93340        | Le Raincy                   |
| 93063 | 93230        | Romainville                 |
| 93064 | 93110        | Rosny-sous-Bois             |
| 93066 | 93200        | Saint-Denis (CAS)           |
| 93070 | 93400        | Saint-Ouen-sur-Seine        |
| 93071 | 93270        | Sevran                      |
| 93072 | 93240        | Stains (CAS)                |
| 93073 | 93290        | Tremblay-en-France          |
| 93074 | 93410        | Vaujours                    |
| 93077 | 93250        | Villemomble                 |
| 93078 | 93420        | Villepinte                  |
| 93079 | 93430        | Villetaneuse (CAS)          |